# Reprezentacja Australii U-18 w rugby union mężczyzn
Reprezentacja Australii U-18 w rugby union mężczyzn (Australian Schoolboys) – juniorski zespół Australii w rugby union.
Występować w niej mogą zawodnicy, którzy w danym roku ukończą maksymalnie 18 lat oraz są uczniami szkół średnich. Do kadry wybierani są oni podczas odbywających się w lipcu mistrzostw Australii szkół średnich.
Co roku – przemiennie u siebie i na wyjeździe – odbywa testmecze z drużyną New Zealand Schools, co cztery lata odbywa tournée na Wyspy Brytyjskie, a także corocznie gości zespół z wysp Pacyfiku (Tonga, Fidżi lub Samoa).
Wielu zawodników, którzy występowali w Australian Schoolboys zasiliło szeregi franczyz Super Rugby oraz Wallabies.

## Najwięcej występów
Najwięcej występów w testmeczach zanotowali:
- Chris Feauai-Sautia - 11
- Hugh Roach - 11
- Curtis Browning – 10
- Andrew Barrett - 9
- Kurtley Beale - 9
- Quade Cooper - 9